# Parkinsonia raimondoi
Parkinsonia raimondoi är en ärtväxtart som beskrevs av John Patrick Micklethwait Brenan. Parkinsonia raimondoi ingår i släktet Parkinsonia och familjen ärtväxter. IUCN kategoriserar arten globalt som nära hotad. Inga underarter finns listade i Catalogue of Life.